# 圣多梅妮卡-塔劳
圣多梅妮卡-塔劳（義大利語：Santa Domenica Talao），是意大利科森扎省的一个市镇。总面积35平方公里，人口1296人，人口密度37.0人/平方公里（2009年）。ISTAT代码为078130。